# Franci Savenc
Franci Savenc, slovenski alpinistični kronist, * 2. julij 1935, † 30. oktober 2023.

## Življenje
Do upokojitve je delal kot učitelj strokovnih predmetov na Srednji kemijski šoli v Ljubljani. V mladosti je hitro zašel med alpiniste v AO Univerzi (kasneje Akademski AO) in se takoj zelo aktivno vključil v delo. Poletne počitnice je vrsto let preživljal v Tamarju, Vratih in na podobnih lokacijah v slovenskih gorah, kjer je z alpinisti njegove generacije preplezal mnogo smeri. Udeleževal se je tudi »odprav« v tedaj še divje gore Jugoslavije (Trnovački Durmitor), ter občasno v bližnja in daljna gorstva preko meja. 

Leta 1958 je sodeloval pri snemanju kratkega alpinističnega filma Vzpon, v katerem sta Janez Zupančič in Savenc plezala Hornovo smer v Jalovcu. 
Odmevna je bila odprava v Ande (Cordillera Real) leta 1964, ko so se člani vzpeli na kopico še neosvojenih vrhov, časovno pa je zaradi plovbe z ladjo in zapletov z vizumi trajala kar štiri mesece in pol. Franci Savenc je bil več desetletij izredno aktiven na področju planinstva in alpinizma v okviru planinske organizacije (PZS), saj je opravljal več različnih funkcij (na PZS je med drugim ustanovil INDOK službo). Bil je sodelavec številnih »planinskih glasil« po svetu, planinskih vodnikov, knjig, zemljevidov, delal je na področju izobraževanja in imenoslovja in bil gospodar (in občasno oskrbnik) Študentovskega planinskega doma v Tamarju. Dvajset let je skrbel za Alpinistične novice v Delu, ki jih je »prisitnaril« s stalnim negodovanjem na pravih mestih, da so alpinisti v primerjavi z ostalimi športniki v medijih preveč zapostavljeni.
Še posebno z nastopom digitalne dobe, je življenjsko poslanstvo našel v informiranju množic, ki jih zanima vse v zvezi z gorami. Bil je dolgoletni glavni urednik in idejni oče spletišča gore-ljudje.net, na katerem je bilo mogoče dobiti raznovrstne informacije v zvezi z gorami. Spletišče gore-ljudje je nastalo zaradi njegove vizije, da se je končno pojavil medij, ki bi lahko za zanamce ohranil njegov bogat arhiv, ki je obsegal več kubičnih metrov dokumentarnega materiala. Prva verzija spletišča je zaživela decembra 1998, ko se je rodila njegova planinska domena in tudi po njegovi smrt ostaja največja digitalna zbirka podatkov o gorništvu v Sloveniji.

## Zunanje povzave
- Film Vzpon, 1958, v Bazi slovenskih filmov
- Film Vzpon na Youtubu.
- Franci Savenc: Kronist slovenskega alpinizma. Dokumentarni film iz serije Stebri slovenskega alpinizma, 2023.